# UK Dance Chart
The Official UK Dance Chart är en topplista framställd av The Official Charts Company. Listan publiceras på BBC Radio 1s hemsida och i Charts Plus och Music Week.